# Haaften

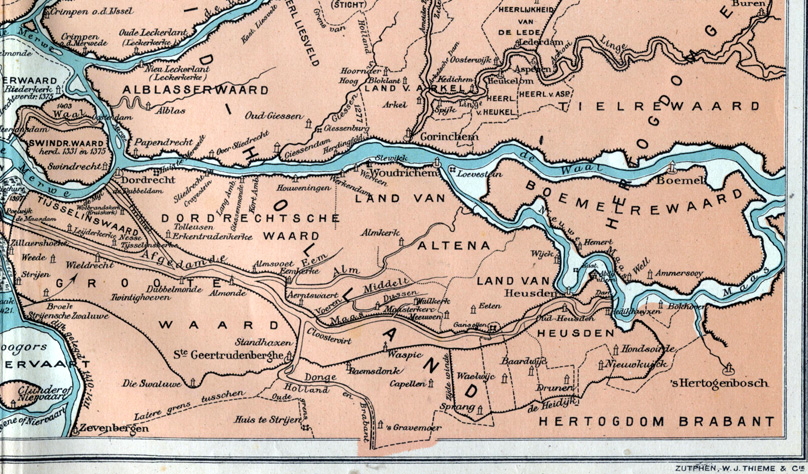
Geographie von 1421. Haaften liegt gegenüber „Boemel“ Zaltbommel im T des Wortes Hertogdom (Herzogtum Geldern)

Haaften ist ein Deichdorf und Hauptplatz der ehemaligen Gemeinde Haaften in der niederländischen Provinz Gelderland, die seit der Gebietsreform 1978 zur Gemeinde Neerijnen gehört hat und seit 2019 Teil der Gemeinde West Betuwe ist.

## Lage
Haaften liegt am Nordufer  des Flusses Waal, auf den Werder Tielerwaard. Anfang 2007 hatte der Ort mit 3021 Einwohnern die größte Einwohnerzahl in der damaligen Gemeinde Neerijnen.

## Verkehr
Haaften hat einen Übernachtungshafen für Schiffe bis 110 Meter (CEMT-Klasse Va) und dort auch einen Übernachtungsplatz für Lastkraftwagen. Der Hafen bietet Platz für 25 Schiffe und wird betrieben von Rijkswaterstaat.
Haaften liegt an der Provinzstraße 830, die von Gorinchem nach Geldermalsen führt. Über die A2 und die A15 sind Utrecht, ’s-Hertogenbosch und Rotterdam zu erreichen.
Über die A2 und die Martinus-Nijhoff-Brücke gelangt man nach Zaltbommel auf der Insel Bommelerwaard. Der Westen dieser Insel ist mit der Fähre Herwijnen–Brakel oder der A27 über Gorinchem erreichbar.

## Geschichte
- Um 960 wird Haaften (als Hoaftens) in einer Urkunde erwähnt, und zwar in der Aufzählung der Besitzungen der St. Maartenskerk in Utrecht, der Vorgängerkirche des heutigen Doms.
- Um 1300 erhält Johan de Cocq das Dorf als Mitgift.
- 1672: Ein französisches Heer verwüstet das Kastell Goudenstein. Nur ein beschädigter Eckturm mit einigen Mauerstücken bleibt stehen, der 1968 restauriert wurde.
- 9. Juni 1866: Der „Große Brand“ vernichtet 65 Häuser und das Schulgebäude.
- 25. Juni 1967: Eine Windhose, die das naheliegende Dorf Tricht schwer beschädigt und fünf Personen tötet, zerstört in Haaften nebst einigen Gewächshäusern das Crobhuis, ein charakteristisches Gebäude in den Crobschewaard, neben der Ziegelei des Dorfes. Das Crobhuis hatte im 19. und 20. Jahrhundert als Ort für Heiraten, Feste und Veranstaltungen eine wichtige Rolle im sozialen Leben von Haaften gespielt.
- 1. Januar 1978: Haaften wird mit benachbarten Orten zur Gemeinde Neerijnen zusammengeschlossen. Das frühere Gemeindehaus des Dorfes Haaften an der Koningsstraat wird danach in ein Wohnhaus umgewandelt.
- 2. Februar 1995: Als Folge des hohen Wasserstands werden in Gelderland große Teile des Flüssengebietes evakuiert. Auch Haaften wird für drei Tage evakuiert.
- 1. Januar 2019: Die Gemeinden Geldermalsen, Lingewaal und Neerijnen fusionieren zur Gemeinde West Betuwe.

## Persönlichkeiten des Ortes
- Cor de Kock (Bildjournalist), Gewinner der Silbernen Camera 1995
- Jozien Bensing (* 1950), niederländische Psychologin